# ЛГБТ туризм у Південній Африці

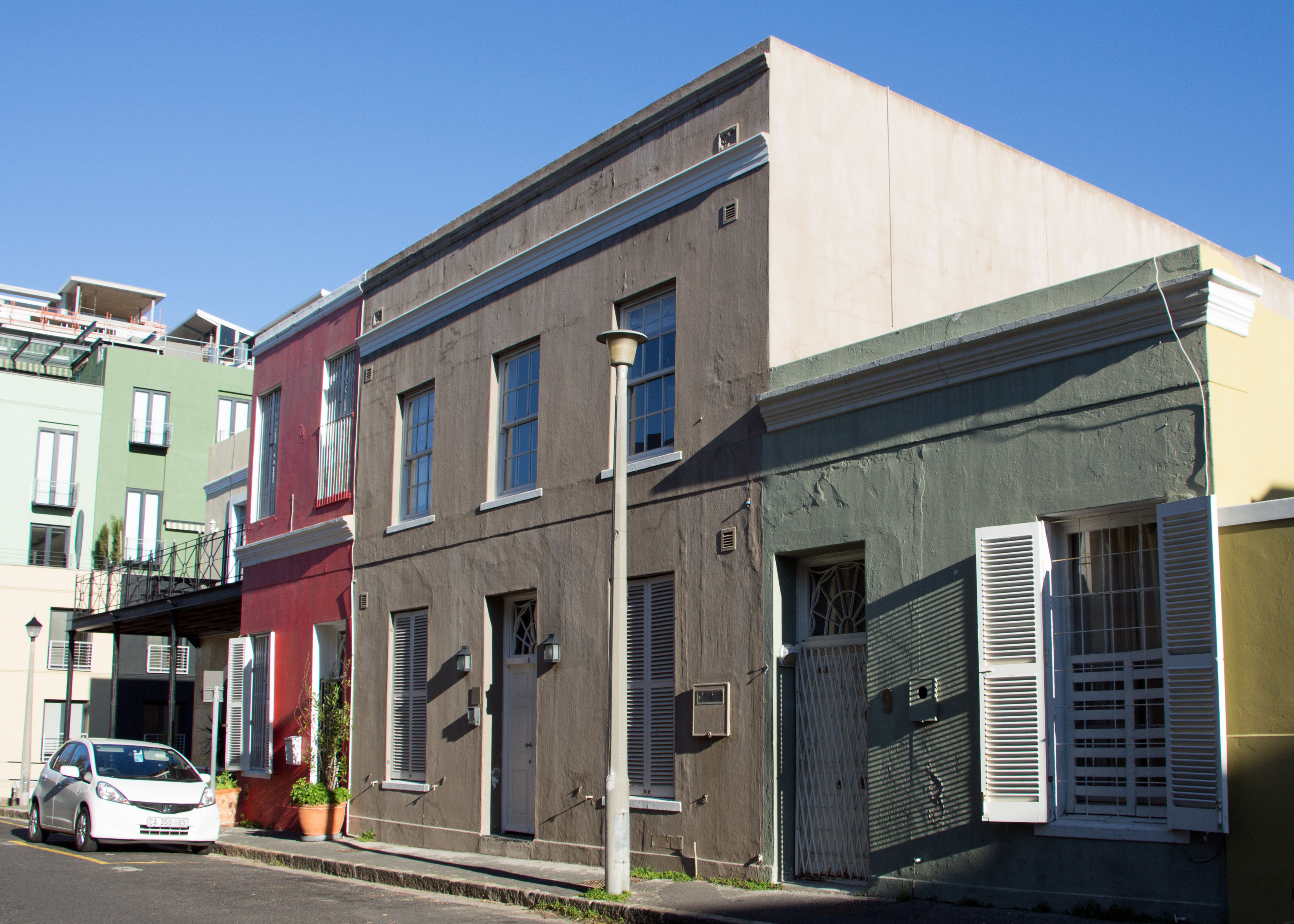
Гей-дружнє житло для відпочинку в Де Ватеркант, Кейптаун

ЛГБТ туризм в Південній Африці є однією з форм ніш туризму на ринку праці, для геїв, лесбійок, бісексуалів і транссексуалів (ЛГБТ) людей, які відвідують Південну Африку. Кейптаун — є найпопулярнішим місцем для ЛГБТ туристів в Південній Африці і розглядається як гей-столиця Африки, хостинг Cape Town Pride-фестиваль в лютому/березні, Queer-Проект Мати Міста в грудні, і Out in Africa Film Festival у вересні/жовтні відбуваються щороку. Інші регіональні заходи включають Pink Loerie Mardi Gras в Кнісна, Західний Кейп.

## Кейптаун
Популярність Кейптауна для ЛГБТ-туризму в Південній Африці в тому, що завдяки своїй природній красі, білим піщаним пляжам, м'якому клімату і сильної пост-апартеїдної культури толерантності. Лібералізм, затверджений у 1994 році, в Конституції Південної Африки закріплює права громадян незалежно від раси, статі, релігії чи сексуальної орієнтації.
Де Ватеркант — площа поруч з центром міста на шляху до Стадіону Кейптауна — це гей-місто з високою концентрацією гостьових будинків, готелів, пабів і клубів. Область є епіцентром Cape Town Pride-фестивалю і хороше місце в будь-який час, щоб подивитися на парад. Інші визначні пам'ятки включають місця з великою кількістю хороших ресторанів і його близькість до винних закладів Вінеланд і долина Констанція.